# Эксперимент Гринспуна
Экспериме́нт Гри́нспуна — один из классических экспериментов в психологии, который был проведен в 1955 году Джоэлем Гринспуном, исследователем в области бихевиоризма.

## Сущность эксперимента
Дж. Гринспун проводил обычную беседу с пациентом. Каждый раз, когда последний употреблял множественную форму существительного, Гринспун одобрительно кивал головой и улыбался. Это привело к тому, что пациент стал гораздо чаще употреблять существительные именно в этой форме.
Смысл эксперимента заключается в изучении влияния невербальных сигналов на поведение пациента. В данном случае были выбраны сигналы, отражающие поощрение, к которому, как утверждают бихевиористы, осознанно или неосознанно стремится каждый человек. Соответственно, к тому, кто обращает на пациента внимание, улыбается ему и поощряет его тем или иным образом, пациент испытывает более теплые чувства, сильнее доверяет ему.

## Значение эксперимента
Успех эксперимента положил начало изучению феномена систематического подкрепления и открыл новые возможности для изучения манипулятивных техник по управлению реакцией человека с помощью улыбок или игнорирования.
Также эксперимент привел к появлению концепции обучения без осознания и развитию систем подкрепления, основанных на одобрении поведения. Они используются в школах, психиатрических больницах, тюрьмах и других учреждениях, а также в индивидуальном порядке для исправления деструктивного или не соответствующего правилам поведения. К примеру, подкрепление используется при преодолении алкогольной, никотиновой, наркотической зависимости.

## Эффект Гринспуна
Эффект Гринспуна — это термин, используемый в психологии для обозначения влияния подтверждающих ответов экспериментатора на ответ респондента: положительно подкрепленные ответы даются чаще, чем не подкрепленные.
Эффект Гринспуна ясно показывает, что поведение экспериментатора влияет на поведение субъектов и, следовательно, зависимых переменных. Это — аспект эффекта экспериментатора, который заключается в том, что отношение, возраст, внешность и другие характеристики экспериментатора приводит к тому, что участники эксперимента действуют не так, как вели бы себя в обычной ситуации. Таким образом, экспериментатор может получить результат, который согласуется с его гипотезой и ожиданиями.

## Критика
Эксперимент был проведен Г. Лефрансуа, который решил продемонстрировать результаты эксперимента Гринспуна своим студентам. Лефрансуа сказал студентам подкреплять каждое слово во множественном числе, произнесенное испытуемым, кивком головой или другим знаком одобрения, и проявлять меньший интерес, когда произносятся другие слова.
Эксперимент оказался удачным только частично. Во-первых, добровольцы не всегда распознавали, что реакция аудитории связана исключительно с формой слов, которые они употребляют. Во-вторых, из-за постоянно меняющейся реакции испытуемый становился подозрительным и не показывал одобрения и доверия к аудитории. В связи с этим частота употребления существительных во множественном числе не возросла в течение 20-минутной беседы испытуемого с аудиторией.
Тем не менее, повторение эксперимента показало, что реакция испытуемого зависит от поведения аудитории, а значит, подтверждает существование вербального обусловливания.

## О Дж. Гринспуне
Джоэл Гринспун (11 октября 1920 года — 24 апреля 2004 года) -американский психолог, профессор Университета Северного Техаса и клинический исследователь. Внес заметный вклад в область бихевиоризма благодаря серии новаторских экспериментов по формированию словесных оперантов и контркондиционированию в лечении тревоги.
Гринспун получил степень бакалавра в Университете Вирджинии в 1941 году. По возвращении с военной службы получил степень магистра психологии в Университете Пенсильвании. С 1947 года писал докторскую диссертацию в Университете Индианы, получил степень доктора философии степень в области клинической психологии в 1952 году.
Во время учебы в аспирантуре в Университете Индианы его непосредственным руководителем был Б. Ф. Скиннер. Гринспун напрямую связывает свою страсть к бихевиоризму со знакомством с ним во время того, как Скиннер был деканом психологического факультета.
Величайшей страстью Гринспуна было изучение и обучение других. Он преподавал в университете непрерывно в течение 49 лет и помогал разрабатывать программы для факультета клинической психологии, в частности, пропагандировал бихевиоризм в клинической практике и исследованиях.
Он начал преподавать в Помонском колледже сразу после получения степени доктора философии. Затем он помог разработать программу аспирантуры по клинической психологии в Университете штата Флорида и в Университете штата Аризона. Он занимал должность заведующего кафедрой психологии и декана факультета искусств и наук в колледже Темпл Буэлл, а также работал заведующим кафедрой психологии в Университете Северной Каролины — Шарлотта.
Основал Центр поведенческого анализа. Этот Центр полностью финансировался из доходов от его частной практики в течение 10 лет после его смерти. Он закончил свою карьеру преподавателя в Университете Северного Техаса, где он был назначен в качестве неоплачиваемого приглашенного профессора. Гринспун описал это как свою «работу мечты», так как она была «без оплаты, без обязанностей».
На протяжении всей своей карьеры Гринспун предоставлял терапевтические услуги, используя свои наработки в области поведенческого анализа.
Во время своего пребывания в Техасе он руководил частной практикой, где занимался лечением людей, преимущественно с тревожными расстройствами. Он регулярно консультировался и работал в клинических условиях в больницах, университетах и общественных психиатрических центрах. На пути к кульминации своей карьеры он советовал многим исследователям применять поведенческие принципы для лечения аутизма у детей. Он также работал в многочисленных советах по лицензированию клинической психологии в Техасе.
Гринспун является автором более 50 журнальных статей и глав книг и написал два учебника, число цитирований достигает 1600. Будучи одним из первых сторонников и центральной фигурой в развитии поведенческого анализа, его работа помогла продвинуть область как в обучающих программах в университетах по всей стране, так и в научной литературе. В начале своей карьеры он также работал в качестве научного сотрудника в Лаборатории электроники ВМС США и в Aerojet General в Калифорнии.
Его избранные работы включают в себя:
- The reinforcing effect of two spoken sounds on the frequency of two responses (Greenspoon, 1955);
- Verbal conditioning and clinical psychology (Greenspoon, 1962);
- Psychotherapy from the standpoint of a behaviorist (Greenspoon & Brownstein, 1967).

Гринспун был награжден премией Техасской ассоциации 2011 года за вклад в поведенческий анализ.